# メカトロニクス

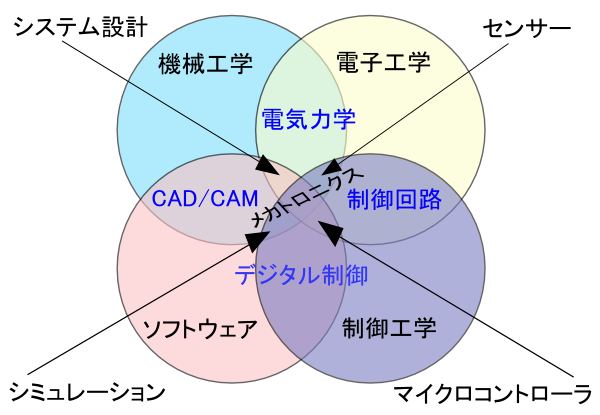
メカトロニクスとその周辺領域

メカトロニクス（英語：Mechatronics）とは、機械工学、電気工学、電子工学、情報工学の知識・技術を融合させることにより、従来手法を越える新たな工学的解を生み出す学問・技術分野をさす。

## 概要

### 語源
メカトロニクスは、昭和44年（1969年）に安川電機の技術者であった森徹郎によって出願された言葉で、機械装置（メカニズム、mechanism）と電子工学（エレクトロニクス、electronics）を合わせた和製英語である。昭和47年（1972年）1月に安川電機の商標として登録された（特許公昭46-32714）。この言葉は出願前から現場を中心に使われており、商標登録によって一般にも広まっていった。現在は安川電機が商標権を放棄し一般名称として使われている。海外にも普及していき、メカトロニクスを冠する学術論文集も、日本の欧文誌『Journal of Robotics and Mechatronics』が1989年に、国際自動制御連盟（IFAC）の『Journal of Mechatronics』が1991年、アメリカの『Transaction on Mechatronics』が1996年に創刊されている。

### メカトロニクス製品
従来、機械製品に複雑な動作をさせるには、リンク機構やカム、歯車など多くの機構部品を組み合わせる必要があった。このような製品は、大型・高価になりやすく、複雑で組み立てにくいものとなっていた。
そこで、制御の部分を電子回路化し、センサやアクチュエータと組み合わせることによって、複雑な動作を簡単に実現したり、機械要素の組み合わせだけでは実現できないような機能を持たせることが可能になる。今日では制御にマイクロプロセッサ（マイコン）を用いることによって、自動化や適応制御など、より豊富で便利な機能を実現している。また、同一の機構であっても、電子回路やマイコンプログラム（ファームウェア）の変更で、仕様の変更や追加を容易に対応できる利点ももつ。
以上のような特長により、従来機械産業とされてきた、時計、カメラ、自動車、工作機械など、ほとんどの分野でメカトロニクス化が進んできている。また、ロボット、ハードディスク、CDプレーヤー、自動改札機、ATMなど、メカトロニクスによってはじめて成り立つ分野も数多くある。

### FAのためのメカトロニクス
ファクトリーオートメーション（FA）においては、与えられた目的に対し、センサ、コントローラ、アクチュエータ、メカニズムをシステムとしていかに構築するかが問題となる。アクチュエータとしては各種モータのみならず、空気圧機器も良く使われる。メカニズムにはカム、リンク（スライダクランク機構等）、ゼネバ、歯車、ベルト等の機械要素もふんだんに使われ、コントローラとしては、プログラマブルロジックコントローラ（PLC）が使われることが多い。メカトロニクスを対象とする資格試験や競技大会においてもFAを意識したものが多い（#資格・免許や#競技会の節を参照）。

## 特徴
名称は機械＋電子の機電一体であるが、実際は機械工学・電気工学・電子工学・情報工学の融合である。また、センサ・コンピュータ（コントローラ）・動力源（パワー源）・アクチュエータ・メカニズムを要素とするシステムとして構成され、ハードウェアとソフトウェアの構成には多様性があり、ソフトウェアに比重を置くとインテリジェンスやフレキシビリティを持たせることができる。
メカトロニクスの定義や範疇には幅があり、取り扱う人の立場、時代、用途によっても変わってくる。事例として時計を考えると、機械式時計は全てが機械であり、クォーツ時計はほとんどがエレクトロニクス化したメカトロニクス、電波時計はマイコン・モーターを搭載して通信も行う高度なメカトロニクスになる。ミシンの例では、当初は完全に機械式であったものが、補助機構が別モータで制御されるようになり、さらにすべてのモータがコンピュータ制御で同期が取られるようになっていった。
また、応用展開に合わせて、以下のような技術、機器が存在する。
| - 精密メカトロニクス - オプトメカトロニクス | - 知能化メカトロニクス - 医療・バイオメカトロニクス | - マイクロ・ナノメカトロニクス - ネットワークメカトロニクス |

## 関連雑誌
月刊メカトロニクス（Mechatronics Design News）
Gichoビジネスコミュニケーションズが発行する月刊誌で、創刊は1976年6月18日。生産財業界の最新技術や企業動向を紹介している総合情報誌。企業広告が多く掲載されているのも特徴である。毎月15日に発行しているが、一般書店では販売していない。定期購読を申し込むか、デジタルブックで閲覧する。発行部数は35,000部（2015年1月現在）。
Transaction on Mechatronics
IEEE（Institute of Electrical and Electronic Engineers、米国電気電子学会）とASME（American Society of Mechanical Engineers、米国機械学会）が合同で出版している論文集。正確にはIEEEは Industrial Electronics Society と Robotics and Automation Societyが、ASME は Dynamic Systems and Control Division という部門が担当しており、メカトロニクスの学際性が表れている。
Journal of Robotics and Mechatronics
富士技術出版が出版する英文論文集で、2013年までは日本機械学会のロボティクス・メカトロニクス部門との共同編集であった。毎年同部門の学術講演会Robomech（ロボティクス・メカトロニクス講演会）の特集号が組まれていた。

## 資格・免許
メカトロニクス技術認定試験
自動化推進協会が実施している資格試験であり、英語名称はTTAM（Test of Technical Ability on Mechatronics）。ファクトリーオートメーションを扱う協会が主催していることから、生産設備の自動化技術者を想定している。どのメカニズムをどんなアクチュエータで動かすか、どのコントローラをどんなソフトウェアで制御するか、どのセンサでどんな信号を取るのか、に対し、最適な組み合わせを選定する実務能力が問われる。
職業訓練指導員 (メカトロニクス科)
厚生労働省管轄の職業訓練指導員免許の一つ。
- 職業能力開発総合大学校長期課程を卒業している。
- 高等学校の教員免許を取得している。
- 受講資格を満たした上で48時間講習を受講する。
- 都道府県が実施する試験を受けて合格する。

など、免許の取得条件・方法は複数ある。

## 競技会
技能五輪
自動生産設備を模擬したFAモデルを取り扱う。
・技能五輪国際大会（満25歳以下対象、職種「Mechatronics」）
・技能五輪全国大会（満24歳以下対象、職種「メカトロニクス」）
メカトロ甲子園
PLC（プログラマブルロジックコントローラ）に重点が置かれている、工業高校生等若者が主対象の大会。普通高校生、実業高校生、専門学校生を想定しているが、その他だれでも参加できる大会。eラーニングでエクセルPLCを使い、本大会で実機を用いる。
メカトロ設計コンテスト
幾つかの大学の研究室において、研究室対抗で行われる競技会。東京工業大学、山梨大学、法政大学、拓殖大学の研究室から、学部4年生と修士課程の大学院生が参加する。ものづくりに重点が置かれ、システム構成の自由度が高い。